# Metalder
Choujinki Metalder (超人機メタルダー, Chōjinki Metarudā, traduzido como Super Humano Máquina Metalder, e lançado no Brasil sob o título de Metalder, o Homem Máquina) é uma série de televisão japonesa do gênero Metal Hero.  Produzida pela Toei Company, foi exibida originalmente entre 16 de março de 1987 e 17 de janeiro de 1988 pela TV Asahi, totalizando 39 episódios. No Brasil, foi transmitida pela Rede Bandeirantes de 2 de abril a 21 de dezembro de 1990. Poster foi adaptada para o estadunidense, juntamente com Spielvan e Shaider, pela produtora norte-americana Saban Entertainment como a série VR Troopers.

## História
Em meio à 2.ª Guerra Mundial, o especialista em robótica Doutor Koga desenvolveu o andróide Metalder como arma secreta do exército japonês para ser usado na Guerra do Pacífico contra os Estados Unidos. Como modelo o Doutor Koga utilizou o seu finado filho, Tatsuo Koga, segundo subtenente da Marinha Imperial. Porém o projeto foi abandonado. Em 1987, Koga descobre a existência do Império Neroz e pouco antes de morrer, ativa Metalder. No episódio final da série Hideki Kondo (Ryuusei Tsurugi) / Metalder mata Neroz e depois morre pois o dispositivo de seu corpo tem partes cortadas por Neroz, e assim, o seu amigo Satoru (Hakkou) destrói o dispositivo que tem no seu corpo com uma espada.  Quando o Satoro (Hakkou) acaba destruindo a forma humana de Metalder, este passa a ser um robô comum .

## Personagens
- Hideki Kondo (Ryuusei Tsurugi) - É o protagonista da série. Reativado por Koga, seu criador, inicialmente não possuía nenhum discernimento do que acontecia, mas o soldados de Neroz forçaram Hideki a trajar sua forma de combate: Metalder, o Homem-Máquina.[1] Ele é derrotado por Arthur nessa primeira luta. Auxiliado por Springer, cão robô, aprende muito sobre seus sentimentos e faz muitos amigos como Maya Aoki e Satoru Kita, além de traidores de Neroz. Passa a ver o Dr. Koga como seu pai. Ao vencer Neroz, seu dispositivo energético é avariado e sua força gravitacional poderia destruir a Terra. Metalder pede então que Satoru - usando a espada de Arthur - destrua o dispositivo. O amigo reluta, mas atende ao pedido de Metalder. A consequência da destruição do dispositivo, é que Metalder não poderia mais voltar à forma humana. Junto com Springer, ele se isola dos humanos, com a promessa de um dia voltar.

### Aliados
- Ryuuichirou Koga - Cientista especialista em robótica, responsável pela construção de Metalder para usá-lo como arma na II Guerra Mundial, porém o Japão perdeu a guerra antes[1]. Metalder não foi completamente concluído e sequer ativado, até que surgisse Neroz e seu império ameaçando a paz na Terra. É atacado e morto pelos capangas do Império Neroz no primeiro episódio.
- Springer - Cão-robô doberman que protege a base Silver Kirks. Foi construído pelo Doutor Koga antes de Metalder. É capaz de se comunicar como um ser humano, e quando preciso, faz reparos no próprio Metalder. Possui um torso e um colar de metal.
- Maya Aoki ( Mai Oogi) - Fotógrafa que trabalha para uma revista semanal "Up". É o primeiro contato que Hideki tem com humano depois de Dr. Koga. é a primeira pessoa a descobrir que Hideki é Metalder. Passa a acompanhá-lo e a ensiná-lo sobre o mundo, desconhecido por Metalder. Maya mora com o pai num tipo de mansão chamada de "corpokita", na série é dito que ele está fora do país, aparece a partir do ep. 35.
- Satoru Kita (Hakkou Kita)[2] (ep. 16 - 39) - Aparece pela primeira vez no episódio 16. Sonha em se tornar o melhor piloto de moto do mundo. Antes disso era líder de uma gangue motoqueiros e também um sujeito trapalhão. Encontra-se com Hideki e Maya numa seção de fotos para uma revista de motociclismo. No final da série, foi aquele que teve que tirar a vida humana de Metalder.
- Grupo ANTI-Neroz (ep. 25 e 26)- São os amigos de Satoru. Inicialmente Hideki não sabia quem eram, mas ajuda Tokio a encontrar sua mãe. Apareceram pela primeira vez no episódio 25 e são grandes lutadores de artes marciais.
- Top Gunder (ep. 1 - 6, 16 - 17, 19, 30, 33, 35 - 37) - Membro da Unidade Cibernética, desafiou Metalder para o combate, sendo que Metalder recusou a luta. Na batalha para conseguir sua arma, Top Gunder vence e atira em dois membros da Tropa Monster que os avistava. Gunder decide adiar a luta para poder enfrenta-lo no momento em que houvesse uma oportunidade. Com a adaga do falecido Tatsuo Koga, no segundo combate, Metalder vence o combate e parte deixando Top Gunder com vida. Julgado como traidor, Top Gunder é perseguido e Metalder aparece para prestar ajuda. Como retribuição, ele resolve fazer uma aliança para ajudar Metalder na luta contra Neroz. Acaba sendo morto por Neroz (que usava a armadura de Arthur) no antepenúltimo episódio.
- Ben Kay (ep. 3, 13) - Membro da Unidade Blindada, desafiou Metalder para o combate, ao ver que um indefeso coelho corria perigo, Metalder usa suas últimas forças, mesmo ferido na perna por Ben Kay e o vence. Ele teve o mesmo destino como Top Gunder, deixa-o viver e responde dizendo que possui uma vida e para que não a desperdice em vão. Ele reaparece ajudando Metalder na luta contra Beta Saxon, mas acaba sendo morto pelos ninjas de Neroz.
- Rapsody (ep. 10, 19, 31) - Construído por Neroz e membro da Unidade Cibernética, ele tinha como missão usar sua música para destruir Metalder. Mas Metalder consegue vencê-lo e Rapsody pede a Metalder para poder tocar a canção final antes do adeus, sendo que Metalder destruiu o dispositivo que o controlava. Feito isso, ele é atacado por um membro da Tropa Mecanol. Reaparece no episódio 19 ajudando uma garotinha, tal fato que o julgaria como um traidor. Quando Metalder e Rapsody estavam se aproximando do fim, aparece Top Gunder para ajudá-los do perigo. Depois de vencer Beta Douglas, responsável por fazer a garotinha e Metalder entrarem em sua fortaleza, Rapsody se afasta das lutas, recomeçando do zero vivendo ao lado dos humanos trazendo felicidade às pessoas com sua música. Ao seu lado vive Lume, uma menina robô que fora utilizado por Neroz para destruir Metalder ao se transformar, agora traz alegria as pessoas junto de Rapsody
- Shingo Aoki (Shingo Oogi) (ep. 35-39)  - Pai de Maya. Atualmente estava trabalhando para descobrir o segredo de Neroz e descobre que Isao Muraki estava trabalhando na construção de robôs híbridos, metade robô e metade humano assim como Hideki na 2.ª Guerra Mundial. Descobre que Neroz é Isao Muraki, que fez cirurgia plástica para não ser reconhecido, no qual, Neroz e Arthur possuem a mesma aparência, e que Neroz agora usa o nome do mega empresário Makoto Dobara. Recebe lavagem cerebral de Neroz e usa a armadura do Alfa Tacitos para destruir Metalder, mas acaba sendo salvo.
- Mamy - Cadela amiga de Maya. Abandonada na guerra em Beirute, lembra a história de Hideki, é acolhida por Shingo Aoki, pai de Maya e agora aos cuidados de Maya. Ajudou Georges, cachorro transformado por Neroz, morto por Darvius.
- Kelen (Wisdom) (ep.09, 12, 15) - É esposa de Hedocross, derrotado por Metalder. Engana Metalder dizendo que traiu Neroz, mas fez proveito disso para vingar Hedocross, mas Metalder não a enfrentou porque ela estava esperando um filho de Hedocross. É perseguida por Garantor e seus ninjas, mas é salva por Metalder, e ele explica que o império Neroz é sujo e usou Hedocross, não deixando escolha a não ser derrotá-lo. Depois de dar a vida a seu filho, é sequestrada por Omega Dissolvery, mas é salva por Metalder e seu filho, Hedocross Jr, e juntos passam a viver uma nova vida.

## O Império Neroz
- Imperador Neroz (ep.01-39): Vilão principal da série e chefe do Império Neroz.[1] O Major Isao Muraki, foi um dos cientistas que trabalhou no Projeto Homem-Máquina, auxiliando Dr. Koga. Porém, foi descoberto mais tarde que, ele utilizava prisioneiros de guerra da Federação, em experiências mutantes, a fim de concretizar o Homem-Máquina antes do Dr. Koga. Foi expulso do grupo que trabalhava no Projeto, foi julgado e condenado à morte por seus crimes em Singapura. Através de um suborno, ele conseguiu ser substituído na hora da execução e conseguiu fugir incógnito do Japão, passando à viver na América, onde uniu-se ao maior Sindicato Criminoso do mundo. Através de uma perfeita cirurgia plástica, trocou de rosto e assumiu nova identidade, passou a chamar-se Makoto Dobara. Degrau à degrau, ele foi conquistando todos os sindicatos criminosos e tornou-se o criminoso mais poderosos do mundo. Com sua imensa fortuna, submeteu-se a uma série de cirurgias mutantes, onde transfigurou-se na horrenda figura do Imperador Neroz e com seu conhecimento científico, desenvolveu as quatro Unidades de seu Império, que controlavam o mundo todo em seu nome. No penúltimo episódio final da série  Neroz (Major Isao Muraki)  é morto derrotado por Metalder  .
- Secretárias K e S (ep.01-37): Essas estão como espiãs de Neroz. estão tão cruéis quanto seu chefe. S veste-se de preto e utiliza o cabelo amarrado para trás e K veste-se de verde e tem o cabelo amarrado para o lado. Ambas supostamente morreram quando o Colosso do Império estava desabando, pois antes foram impedidas por Arthur (na forma de Neroz) de fugirem, embora quando o Colosso estava desabando, elas não foram mais vistas.
- Unidade Blindada (ep.01-37): Liderada por Arthur (Coolgin), um braço direito de Neroz. Possui soldados humanos usando armaduras excepcionais de combate, este teve sua derrota no episódio intitulado (A Ruína do Colosso).
  - Alfa Tacitos (ep.07-25): Ele está irmão do Alfa Taskan, ambos estão combatentes que subiram muito rapidamente na Unidade Blindada capturando os fugitivos do Império Neroz.
  - Alfa Taskan (ep.07-26): Ele está irmão do Alfa Tacitos, ambos estão combatentes que subiram muito rapidamente na Unidade Blindada capturando os fugitivos do Império Neroz.
  - Beta Douglas (ep.01-37): Este combatente tem a aparência de um Samurai utiliza com arma uma espada é o segundo em comando na Unidade Blindada depois do seu comandante Artur, ele é implacável no enfrentamento com Metalder, porém caba vencido embora não exploda depois de derrotado.
  - Beta Saxon (ep.13): Ele aparece somente no episódio intitulado (O Fugitivo) a sua aparência é de um cachorro, tem como armas uma espada e uma corrente com uma bola de ferro na ponta, a sua atribuição é patrulhar as minas onde há operários trabalhando para o Império Neroz, quando um deles resolve fugir, Beta Saxon entra em ação para caçá-lo, então Metalder intervém e defende o operário e derrota Beta Saxon.
  - Gama Jangal (ep.01-37): É um boxeador que enfrentou Metalder algumas vezes e perdeu, por ordem de seu Comandante Artur, juntou-se com seus colegas de Unidade para emboscar Metalder e Top Gunder, mas são derrotados pelos heróis.
  - Gama Barlock (ep.08 e 39): Ele aparece somente nos episódios intitulados (A Despedida de Barlock) e (Eternamente Metalder). É um homem da máscara-de-ferro que utiliza como armas um punhal que se encontra na sua bota esquerda, uma mochila nas costas com um tubo que passa eletricidade a uma luva com garras afiadas e uma corrente com uma foice na ponta. Outrora um candidato às olimpíadas do Japão, perdeu o rumo da vida quando um rival também candidato para as olimpíadas foi rejeitado (por armação do próprio Bardock) e se suicidou e por isso, decidiu sair pelo mundo para se superar, levando-o a se juntar a Neroz. Ele entra num embate com o Gama Hedocross, pois o vencedor desta disputa seria designado para enfrentar Metalder, então ele acaba sendo o vencedor da disputa e parte para a batalha contra Metalder, porém ele acaba traindo o Imperador Neroz e o mesmo envia os androides da Unidade Mecanol para que o extermine. Acaba se sacrificando para livrar Metalder de uma emboscada.
  - Delta Garandor (ep.01-37): É um guerreiro astuto, fracassa na emboscada contra Metalder e Top Gunder e fracassa.
  - Delta Robi (ep.01-23): Este guerreiro tem aparência de um soldado com uniforme verde-oliva, de maneira covarde tenta apanhar Metalder sem desejos de autos-postos ou recompensas, só visando grandes desafios. Metalder consegue sair da situação e acaba com o guerreiro sem explodí-lo.
  - Omega Woker I (ep.28-37): Ele é um guerreiro cruel, que utiliza uma blindagem verde e um arpão, ele acaba sendo vencidos com os seus colegas, juntamente com o Colosso do Império.
  - Omega Woker II (ep.01-27): Assim como o Woker I, ele é um guerreiro cruel, que também utiliza uma blindagem verde e um arpão.
  - Guerreiro Vermelho (ep.32): Aparecendo somente numa cena de flashback no episódio intitulado 'Flor Amaldiçoada', é um guerreiro que descobriu a beleza secular. Ele a usou e foi derrotado por ela.
  - Cerobio (ep.07): É um guerreiro que aparece somente no episódio intitulado 'As Chamas do Desafio' que tem o aparência de um Rinoceronte e é um fugitivo do Império Neroz, então os Alfa Tacitos e Taskan vão em busca dele para exterminá-lo.
  - MS Fufuchu e MS Mukimukiman (ep.01-08): São eles dois guerreiros com aspecto humano, são poucos combativos e desaparecem do seriado sem explicação alguma.
- Unidade Mecanol (ep.01-37): Robôs com armadura pesada, para o combate puro e simples. Seu líder é Druon, dos quatro comandantes ele é o menos ativo, mas tão cruel quantos seus colegas comandantes, este é derrotado no episódio intitulado (A Ruína do Colosso).
  - Alfa Megatron (ep.01-37): É o braço-direito do Comandante Druon, ele é bastante cruel, tem dois canos no lugar das orelhas.
  - Beta Turbor (ep.01-37): Ele é um guerreiro com dois misseis nos ombros.
  - Beta Agumis (ep.01-04): Este é um andróide com formato de torpedo sua função é exatamente de explodir quando está na proximidade dos adversários.
  - Gama Flyman (ep.01-37): Este é um andróide vigilante que tem em suas costas duas hélices parecidas com as de um helicóptero, atuando na espionagem aérea.
  - Omega Striker (ep.01-37): Este é um andróide vigilante que tem em suas costas duas asas parecidas com as de um avião que como Flyman, atua na espionagem aérea.
  - Ypsilone Bulchek (ep.01-37):  Guerreiro da Unidade Mecanol com aspecto de tanque e um canhão no lugar do braço. Não é propriamente um aliado de Metalder, mas por gostar muito de animais, acaba se arriscando para salvar um grupo de filhotes de cães de um campo minado. Continuou a aparecer na série e embora estivesse com outros guerreiros para deter Metalder e Top Gunder no ep. 'A Ruína do Colosso', não é certeza se ele foi de fato destruído.
  - Destroyer X1 (ep.20): É um robô construído com o propósito de ser um canhão de combate aparecendo somente no episódio intitulado 'A Tropa Mecanol em Combate'.
- Tropa Monster (ep.01-35): Liderada por Darvius, é composta por criaturas horrendas criadas através da engenharia genética e apesar de levar o nome de tropa, na verdade é mais uma unidade do Império Neroz, Este é derrotado no episódio intitulado (O Império do Mal).
  - Alfa Brandei: Tem aparência de um Cachorro e uma Aranha, pois na verdade ele tem uma dupla existência durante seu confronto com Metalder, o seu lado Cão recebe o golpe do Punho Titânico e cai se levanta e continua o embate, mas quando Metalder acerta o seu lado Aranha assim ele acaba por derrotá-lo.
  - Beta Canidae (ep.01-35): Assim como outros guerreiros da Tropa Monster ele tem a aparência de um cachorro conforme sugere seu nome, ele trava uma batalha com Metalder e é derrotado.
  - Gama Alabama (ep.01-17) Ele parece uma barata gigante e tem uma participação cômica durante os episódios que ele está em combate, até que enfrenta Metalder que acaba por derrotá-lo.
  - Delta Dande (ep.01-32): Sua aparência é de um inseto gigante, ele utiliza a técnica de desaparecer e reaparecer para surpreender os adversários.
  - Omega Dissolvery (ep.01-15): Sua aparência também é de um inseto gigante, tem a capacidade de lançar nos adversários raios gravitacionais, numa disputa contra Metalder ele acaba sendo derrotado pelo Hedocross Júnior que se juntou ao Herói.
  - Hedocross (ep.08, 09, 12 e 15): Tem a aparência canina, ele alimenta um sonho, que é de subir rapidamente dentro dos escalões do Império Neroz e viver com sua esposa e filho, mas ele acaba sendo derrotado por Metalder. Tem sua aparição somente em alguns episódios intitulados 'A Despedida de Barlock', 'O Sonho e a Esperança' e numa cena de flashback nos episódios intitulados 'O Cerco dos Ninjas' e 'Amor de Mãe'.
  - Kelen (ep.09, 12 e 15): Ela é a esposa de Hedocross, busca vingança pela derrota de seu marido, mas isso muda quando Metalder a salva e também seu filho.
  - Hedocross Jr. (ep.09, 12 e 15): Ele é o filho dos Monstros Kelen e Hedocross, quer vingança pela derrota de seu pai, mas ao combater Metalder, sua mãe revela que foi Metalder que salvou ele quando era pequeno, após essa revelação ambos mãe e filho abandonam o Império Neroz e fogem para longe. Tem sua aparição numa cena de flashback no episódio intitulado 'O Sonho e a Esperança' depois no episódio intitulado 'O Cerco dos Ninjas' e efetivamente no episódio intitulado 'Amor de Mãe'.
  - Cat Monster (ep.29): Ele é um gato de rua que foi transformado num monstro pela engenharia genética do Imperador Neroz, ele aparece apenas no episódio intitulado 'A Triste História de um Cão' mas esse era uma criatura dócil e por isso o Imperador Neroz acaba com ele.
  - Dog Gyaran (ep.29): Ele é um Cachorro de rua que também foi transformado em guerreiro, ele aparece apenas no episódio intitulado (A Triste História de um Cão) esse chega a combater Metalder, mas por instante ele tem sua mente restaurada e por isso o Comandante Darvius acaba com ele por ter desistido do combate.
- Unidade Cibernética (ep.01-38): Seus membros são todos androides de combate, cujo líder é Balzac (Barsky), este é derrotado no episódio intitulado 'Contra-Ataque Sangrento'.
  - Alfa Cartago (ep.01-30): É um boxeador e o braço-direito do Comandante Balzac, é muito leal ao seu líder, ele utiliza sua técnica e força na batalha contra Metalder e fracassa.
  - Ex-Alfa Ramon:  É um ex-alfa, que desistiu dos combates e tornou-se um consertador de androides, ele estava cansado das batalhas e por resolver fugir do Colosso, os demais integrantes das quatro unidades vão a sua busca, seu amigo Delta Godaite o esconde numa caverna, mas são descobertos. Delta Godaite é sentenciado ao fuzilamento por ter apoiado Ramon, mas para poder salvar seu amigo, Ramon decide enfrentar Metalder num combate fatal e acaba derrotado.
  - Top Gunder Sósia (ep.33): Foi construído para emboscar Metalder, substituindo o verdadeiro Top Gunder.
  - Omega Guevara (ep.01-36): Ele tem a aparência de um motoqueiro, utiliza como armas uma faca e um alicate que aparece no lugar das mãos durante uma briga, seu papel durante a série é pouco significativo, ele é vencido por Metalder, durante uma batalha juntamente com Alfa Tacitos.
  - Gama Jatan (ep.01-22): Jatan tem um aspecto incomum, com uma armadura branca e com duas pistolas laser, uma em cada ombro que se projetam para frente.
  - Delta Godaite: Tem uma grande amizade pelo ex-alfa Ramon, tanto que tenta defendê-lo da execução proferida pelo Imperador Neroz, é um guerreiro leal, mas que é sem dúvida alguma vencido por Metalder.
  - Delta Cornelius (ep.01-33): Ele é muito traiçoeiro, pretende à qualquer custo subir ao cargo de comandante da Unidade Cibernética, tanto que consegue acender ao cargo Beta, faz algumas tentativas de vencer Metalder, porém fracassa e termina derrotado.
  - Ypsilone Leviatan (ep.01-18): Leviatan foi construído como um deus da morte e como seu próprio nome sugere, ele não é nenhum pouco ambicioso tanto que, caso tivesse sucesso na sua missão ele não desejava nomes, cargos e honras, seu único propósito era derrotar Metalder, mas não consegue e acaba aniquilado pelo herói.
  - Ypsilone Rapsody (ep.01-10): Este é um androide violinista, que se utiliza de seu talento musical para derrotar Metalder, ele se volta contra o Imperador Neroz e por causa disso será exterminado, mas ele consegui fugir, no episódio intitulado 'A Volta Triunfal de Top Gunder'. Ele reaparece e auxilia Metalder no resgate da garota que entrou por acidente no Colosso do Império.
  - KS Brunei (ep.11): Tem sua aparição somente no episódio intitulado 'Caça ao Ex-Alfa' logo no início desse capítulo ele está combatendo Metalder, em seguida ele é enviado para a manutenção técnica onde ele encontra o consertador de androides, depois disso eles vão para a sala principal onde acontece uma pequena rusga entre o consertador e dois mutantes da Tropa Monster, ele interfere nessa peleja, então chega o Delta Godaite que identifica o Consertador como Senhor Ramon, logo o Jovem Exterminador também o reconhece pelo nome que é famoso dentro do Império Neroz, Ramon foge do Colosso do Império, e o Jovem vai em busca do ex-alfa e pede que o torne mais forte, mas para convencê-lo ele começa uma briga com Ramon, mas acaba sendo derrotado pelo ex-alfa.
  - KS Luzy (ep.01-38): Nesse caso tem duas particularidades ela é a única Ginóide(androide fêmea) e Secretária do Império Neroz, além disso ela é apaixonada por seu líder Balzac e por isso executa qualquer ordem dele, inclusive doa sua própria vida unindo-se a ele, pois ela tem cadastrado em sua memória ram às forças e técnicas dos guerreiros das quatro unidades do Império Neroz e por fim ambos são derrotados por Metalder.
  - MS Robery (ep.01-35): Ele tem um uniforme cinza metálico e utiliza um rifle laser para combater Metalder, além disso ele é lacaio do Beta Cornelius, por seus fracassos é rebaixado para a escala KS e finalmente é vencido pelo Top Gunder.
  - MS Noan (ep.01-35): Ele tem um uniforme azul metálico e utiliza pistola laser para combater Metalder, ele faz dupla com MS Robery e também é mais um lacaio do Beta Cornelius e também é rebaixado para a escala KS, por fim é vencido pelo Top Gunder.
- Soldados de Neroz (ep.01-34): São uma categoria de posição mais baixa dentro do Império Neroz, são eles utilizados pelas quatro Unidades para combates suicidas e pequenos trabalhos.

## Outros
- Doutor Ryuuchirou Koga (ep.01) - Gênio em robótica, criou Metalder. No primeiro episódio da série, sabendo da ameaça vinda de Neroz ativa Metalder e é morto perseguido por suas tropas.
- Madonna (ep.14) - A única mulher recrutada na Unidade Blindada. Ela recebe uma espada do Gama Woker e daí se torna guerreira da Unidade. Após ser derrotada por Metalder, ela volta a uma vida normal em busca da cura de sua irmã hospitalizada.
- Georges (ep.29) - Cachorro rebelde que fica amigo de Metalder, mas acaba sendo transformado por Neroz como Dog Gyaran e enfrenta Metalder, mas recobra seus sentidos quando compreende de seu verdadeiro orgulho. Acaba sendo morto por Darvius.
- Red Panther (ou pantera vermelha) (ep.28) - Uma ladra que roubava diamantes para realizar um sonho de uma amiga de infância. No passado, o avô de sua amiga teve seus diamantes roubados e para recuperá-los ela os rouba. Conhece Hideki como o homem máquina e ajuda na luta contra Neroz.
- Tenko (ep.24) - Uma mágica ilusionista que vira alvo de Garantor do império Neroz. Com seu truque de ilusionismo, ajuda Metalder a confrontar o truque sujo de Garantor.

## Lista de episódios
| Número | Nome do episódio                  | Nome Original                                                                   | Inimigo(s) do episódio                                                       | Protagonista(s) do episódio                                        |
| ------ | --------------------------------- | ------------------------------------------------------------------------------- | ---------------------------------------------------------------------------- | ------------------------------------------------------------------ |
| 01     | O portal de Neroz                 | Depressa! Para o Mundo Espiritual Cem Demônios                                  | Apresentação do Império Neroz e Comandante Artur                             | Hideki Kondo(Metalder) e Doutor Ryuuchirou Koga                    |
| 02     | Eu sou o Universo                 | Neroz se torna mais que um Deus                                                 | Delta Godaite                                                                | Hideki Kondo(Metalder) e Maya Aoki                                 |
| 03     | O homem-máquina                   | O Homem Martelo Ben Kei Chora de Amor por uma lebre                             | Omega Ben Kei                                                                | Hideki Kondo(Metalder) e Maya Aoki                                 |
| 04     | Metalder versus Torpedo           | Torpedo Agmis VS Segundo Tenente da Marinha Metalder                            | Gama Alabama e Beta Agumis (Torpedo)                                         | Hideki Kondo(Metalder) e Maya Aoki                                 |
| 05     | O assassino profissional          | Segurem-se! Nunca falta uso de arma                                             | Beta Top Gunder                                                              | Hideki Kondo(Metalder)                                             |
| 06     | Pugilista em ação                 | Raiva! Nocaute pesado das regras de Cartago                                     | Alfa Cartago                                                                 | Top Gunder e Hideki Kondo (Metalder)                               |
| 07     | As chamas do desafio              | Decida o Gol! Os Irmãos Marca e o duelo das Chamas                              | Alfa Tacitos e Alfa Taskan                                                   | Hideki Kondo(Metalder)                                             |
| 08     | A despedida de Barlock            | Adeus, Barlock! O Secredo da Máscara de Ferro                                   | Gama Barlock                                                                 | Hideki Kondo(Metalder)                                             |
| 09     | O sonho e a esperança             | Monstro Sonhador! Amantes em um fogo cruzado                                    | Hedocross                                                                    | Hideki Kondo(Metalder) e Maya Aoki                                 |
| 10     | O robô filarmônico                | Técnica Excelente! O Violino Ataque do Famoso Musicista Robô                    | Ypsilone Rapsody                                                             | Hideki Kondo(Metalder) e Maya Aoki                                 |
| 11     | Caça ao ex-alfa                   | Busca do Bravo! Um gigante se levanta no céu!                                   | Alfa Ramon                                                                   | Hideki Kondo(Metalder)                                             |
| 12     | O cerco dos ninjas                | Amor de Monstro no cerco dos Ninjas                                             | Delta Garandor                                                               | Hideki Kondo(Metalder) e Kelen                                     |
| 13     | O fugitivo                        | Momento crítico! Vale Umineko Restaura o amor de pai e filho                    | Beta Saxon e Soldados de Neroz                                               | Hideki Kondo(Metalder) e Omega Ben Kei                             |
| 14     | A guerreira Madonna               | A irmã mais nova está viva! A Triste Seguidora Lady Madonna                     | Gama Woker                                                                   | Hideki Kondo(Metalder), KS Madonna e Springer                      |
| 15     | Amor de mãe                       | Elevando o Filho do Monstro! Desejo de Mãe!                                     | Omega Dissolvery e Hedocross Jr.                                             | Hideki Kondo(Metalder) e Kelen                                     |
| 16     | O motoqueiro rival                | Rival do Amor é uma Família motociclista Esmagado                               | Beta Cornelius, Robery e Noan                                                | Satoru Kita, Hideki Kondo (Metalder) e Top Gunder                  |
| 17     | O desertor                        | Maya em Risco! Top Gunder contra o Dragão de um olho só                         | Beta Cornelius e Gama Alabama                                                | Top Gunder, Hideki Kondo (Metalder) e Maya Aoki                    |
| 18     | Informações secretas              | Informações secretas de Maya. Armadilhas na Piscina                             | Ypsilone Leviatan                                                            | Hideki Kondo(Metalder)                                             |
| 19     | A volta triunfal de Top Gunder    | Férias de Verão é um turismo de aventura para o Banco Fantasma                  | Beta Douglas                                                                 | Rapsody, Mariko e Hideki Kondo (Metalder), Top Gunder e Springer   |
| 20     | A tropa Mecanol em combate        | O Alvo são os filhotes de cachorro? Cuspidores de fogo de armamento do Exército | Beta Turbo e Destroyer X-1                                                   | Hideki Kondo(Metalder) e Satoru Kita                               |
| 21     | O mistério do vaga-lume           | Um Mistério por toda a cidade. A menina bonita que chama Vaga-lumes             | Omega Jangal                                                                 | Hideki Kondo(Metalder), Satoru Kita, Hotaruko e seu pai            |
| 22     | A guerra sobre patins             | Subida dos Patinadores do Céu! O Ataque dos Red Dolphin                         | Gama Jatan                                                                   | Hideki Kondo(Metalder), Satoru Kita, Lin Leika e Grupo Red Dolphin |
| 23     | As olimpíadas do colosso          | Quem é Top?! O Melhor e o Pior Dia dos Grandes Esportistas                      | Delta Robi                                                                   | Hideki Kondo(Metalder) e Takeshi                                   |
| 24     | O confronto dos bruxos            | Princesa Tenko VS Garantor e a Técnica Magia Negra confrontam                   | Delta Garandor                                                               | Hideki Kondo(Metalder), Tenko, Maya Aoki e Satoru Kita             |
| 25     | Reencontro inesperado             | Vôe! Ataque Relâmpago de JAC alegrando a festa                                  | Alfa Tacitos e Comandante Arthur                                             | Hideki Kondo(Metalder), Satoru Kita, Tokio e Grupo Anti-Neroz      |
| 26     | Jovens imbatíveis                 | Vencedores! Ardam Equipe JAC                                                    | Alfa Taskan e Comandante Arthur                                              | Hideki Kondo(Metalder), Tokio e Grupo Anti-Neroz                   |
| 27     | O diário de um fugitivo           | Socorro! O Diário do Amado Gori-chan em Fuga                                    | Gama Woker                                                                   | Hideki Kondo(Metalder), Ayumi e Kongo                              |
| 28     | A pantera vermelha                | Adorável Ladra Brilhante de Diamante brilha sobre o desejo de uma Virgem        | Alfa Brandei                                                                 | Hideki Kondo(Metalder) e Red Panther                               |
| 29     | A triste história de um vira-lata | A triste história de um cão abandonado                                          | Dog Gyaran (Georges, cachorro transformado por Neroz)                        | Hideki Kondo(Metalder), Springer e Mami (cadela de Maya)           |
| 30     | Silvercaps em perigo              | Protejam! A base secreta                                                        | Alfa Cartago                                                                 | Hideki Kondo(Metalder), Top Gunder e Kazur                         |
| 31     | Instante fatal                    | Alvo do Poder Surge! A menina que ama Sonhos                                    | Comandante Balzac                                                            | Hideki Kondo(Metalder), Satoru Kita e Yume                         |
| 32     | Flor amaldiçoada                  | A Lenda da Beleza Centenária                                                    | Comandante Darvius                                                           | Hideki Kondo(Metalder), Maya Aoki, Satoru Kita, Hayato e seu Avô   |
| 33     | Amizade em risco                  | Rede de Grande Cerco, fuga da Amizade quente                                    | Beta Cornelius                                                               | Top Gunder, Hideki Kondo (Metalder), Satoru Kita e Springer        |
| 34     | As mil e uma faces de Neroz       | Imperador Neroz e as mil faces de Neroz                                         | Alfa Brandei e Comandante Arthur                                             | Shingo Aoki, Hideki Kondo (Metalder), Maya Aoki e Satoru Kita      |
| 35     | O império do mal                  | Imperador Neroz, quem sera?                                                     | Beta Canidae e Comandante Darvius                                            | Hideki Kondo(Metalder), Top Gunder e Shingo Aoki                   |
| 36     | A missão da Unidade Cibernética   | A grande Contra-ofensiva! O Duelo Exército robô                                 | Shingo Aoki com a armadura de Alfa Tacitos, Omega Gebara e Comandante Balsac | Hideki Kondo(Metalder) e Top Gunder                                |
| 37     | A ruína do Colosso                | Grande Colapso! Império Neroz                                                   | Beta Douglas, Comandante Arthur, Comandante Druom e Imperador Neroz          | Hideki Kondo(Metalder) e Top Gunder                                |
| 38     | Contra-ataque sangrento           | Contra-ataque! Amor e ódio na área deserta                                      | Comandante Balzac e KS Luzy                                                  | Hideki Kondo(Metalder)                                             |
| 39     | Eternamente Metalder              | A grande decisiva batalha! Eternidade do Metalder                               | Imperador Neroz                                                              | Hideki Kondo(Metalder), Maya Aoki, Satoru Kita e Springer          |

## Elenco

### Atores japoneses
- Ryusei Tsuruji (Hideki Kondo)/Metalder - Akira Seno
- Mai Ohji (Maya) - Hiroko Aota
- Hakkou Kita (Satoru Kita) - Kazuoki Takahashi
- Doutor Koga - Ken Uehara
- Top Gunder (voz) - Atsuo Mori
- Gouzou Kirihara (Makoto Dolbara)/Isao Muraki/Imperador Neroz - Shinji Toudou
- Secretária K - Yuuko Matsui
- Secretária S - Emiko Yamamoto
- Narrador - Issei Masamune

## Trilha sonora

### OST
01 - Isao Sasaki - Kimi no Seishun wa Kagayaiteiru ka (tema de abertura)
02 - Kouji Kaya - Fighting Shoot Da! Metalder
03 - Da Carpo - Hoshi Kara No Tegami
04 - Ichiro Mizuki - Isshun No Chance
05 - Koorogi '73 - Neros Teikoku Yon Gundan
06 - Kouji Kaya - Voltage Up!
07 - Kouji Kaya - Never Give Up!
08 - Ichiro Mizuki - Shunten! Yume No Senshi
09 - Kouji Kaya - Dash! Side Phantom
10 - Ichiro Mizuki, Koorogi '73 - Time Limit (tema de encerramento)

### BGM
- Faixa 1 - Chouyaku No Joshou ~ The Echoes ~
- Faixa 2 - Yawara No Abakou ~ Birth of the Sound ~
- Faixa 3 - Honoo Nen Yu ~ A Flame ~
- Faixa 4 - Sakekon no En ~ A Celebration Day ~
- Faixa 5 - Kagayake To Kouki no Aida ~ And the Brilliancy Goes On ~
- Faixa 6 - Azayaka na Kodou ~ Heart Beat ~
- Faixa 7 - Hone no Violin ~ Bones Viollin ~
- Faixa 8 - Kouyuki no Kokyuu ~ The Breath ~
- Faixa 9 - Kurosou Mukashi ~ Anthem ~
- Faixa 10 - Houkai E No Sendou ~ Blood on the Metal Tops ~
- Faixa 11 - Shikisai No Nai Yami e ~ Shot in the Dark ~
- Faixa 12 - Gentai No Rinkaku ~ Mirage ~
- Faixa 13 - Namida Ahureru Toki ~ Whole Lotta Lover ~
- Faixa 14 - Zunou Kakumei ~ Brain Revolution ~
- Música - Seiji Yokoyama